# جواو كوريا
جواو كوريا (1911 - 1984) هو لاعب كرة قدم برتغالي في مركز الوسط. لعب مع نادي بنفيكا.

## وصلات خارجية
- جواو كوريا على موقع قاعدة بيانات كرة القدم.إي يو (الإنجليزية)